# St. Matthäus (Bachfeld)

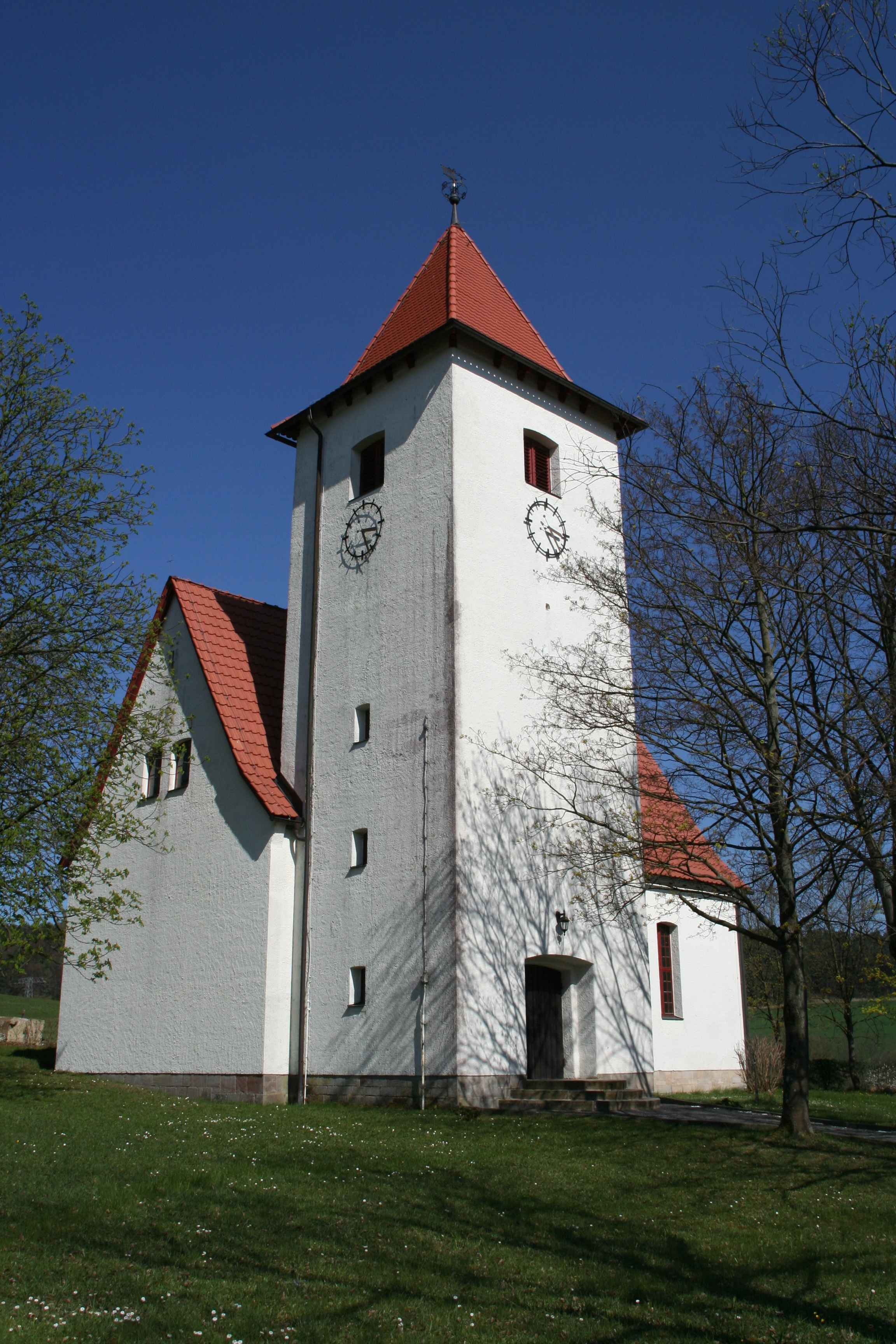

Die evangelisch-lutherische Dorfkirche St. Matthäus steht im Ortsteil Bachfeld der Stadt Schalkau im Landkreis Sonneberg in Thüringen.

## Geschichte
Bachfeld besitzt als ältestes Dorf des Landkreises Sonneberg die jüngste Kirche. Es ist überliefert, dass Bachfeld schon im Jahre 1400 eine Kirche besaß. Dann kam der 11. April 1945 und um 15.47 Uhr blieb die Kirchturmuhr stehen, weil durch den Beschuss amerikanischer Panzer das Gotteshaus neben anderen Gebäuden im Dorf zerstört worden sind.  Der Kirchendiener konnte nur noch die Bibel und das Kreuz vom Altar retten, denn die Männer fehlten, um zu löschen.
Schon 1947 schmiedete die Kirchengemeinde Pläne zum Neuaufbau. Zum Reformationsfest 1950 wurden die Grundsteine oberhalb des Friedhofs gelegt. Dann begann die eigentliche Aufbauarbeit und 1952 feierte die Kirchengemeinde Richtfest. Der Bildhauer Fritz Carl aus Poppenwind stellte das Matthäusbild in Kratzputz hinter dem Altare dar. Auf der anderen Seite steht ein Herrenwort.
Die Kirchenweihe nahm am 4. November 1953 der Landesbischof Moritz Mitzenheim vor Bürgern und Gläubigen aus nah und fern wahr. Im selben Jahr baute Gustav Kühn die Orgel.
1966 stellte die Gemeinde im Vorraum der Kirche ein Mahnmal für die Gefallenen Väter und Söhne der Kriege mit der Überschrift „Vergesst die Opfer der Kriege nicht!“ auf.
1988 wurde anlässlich des Kirchenjubiläums die Kirche innen farblich gestaltet. Außerdem baute man eine Winterkirche ein.
1992 erhielt das Gotteshaus eine elektrische Läuteanlage. 1994 und 1995 begannen die umfangreiche Sanierungsmaßnahmen, die 1999 bis 2000 auf dem Kirchendach durchgeführt worden sind.